# Dipartimento di Arlit
Il dipartimento di Arlit è un dipartimento del Niger facente parte della regione di Agadez. Il capoluogo è Arlit.

## Geografia antropica
Il dipartimento di Arlit è suddiviso in 5 comuni:

### Comuni urbani
- Arlit

### Comuni rurali
- Dannet
- Goûgaram
- Iferouâne
- Timia